# بمب‌گذاری انتحاری ۲۰۱۵ استانبول
در ۶ ژانویه ۲۰۱۵، دیانا رامازووا (به انگلیسی: Diana Ramazova) از داغستان کمربند انفجاری را در ایستگاه پلیس در منطقه سلطان احمد مرکزی استانبول، در نزدیکی مسجد سلطان احمد و ایا صوفیه منفجر کرد. این حمله باعث کشته شدن رامازووا و زخمی شدن دو افسر پلیس شد که بعداً یکی از آنها زیر زخم‌هایش قرار گرفت. رامازووا بیوه باردار یک جنگجوی داعشی نروژی-چچنی در سوریه بود که در دسامبر ۲۰۱۴ کشته شد.

## حمله کردن
واسیپ شاهین، فرماندار استانبول گفت که گفته می‌شود این زن، انگلیسی را «با لهجه غلیظ» صحبت می‌کند و روبنده پوشیده بود، وارد ایستگاه پلیس شد و به مأموران گفت که قبل از منفجر کردن بمب، کیف پول خود را گم کرده‌است. نخست‌وزیر ترکیه احمد داووداغلو به خبرنگاران گفت که مهاجم حامل دو بمب دیگر بود که توسط مأموران در صحنه با خیال راحت خنثی شد. سرویس‌های اضطراری به محل انفجار شتافتند، در حالی که خط تراموا (نوعی قطار) که از طریق منطقه عبور می‌کند به‌طور موقت متوقف شد. علاوه بر عامل جنایت، فقط یک نفر دیگر در این حمله کشته شد. یک افسر پلیس جوان از ترابزون که تازه پدر شده بود.

## مهاجم
شش نفر، از جمله سه خارجی، به دلیل حمله بازداشت شدند.
در ۷ ژانویه، گروه مسلح چپ افراطی جبهه آزادی‌بخش انقلابی خلق (DHKP / C) مسئولیت این حمله را بر عهده گرفت و گفت این هدف "مجازات قاتلان برکین الوان " و "پاسخگویی به فاشیست دولتی است که از وزرای فاسد و دزد حمایت می‌کند ". برکین الوان پسر ۱۵ ساله ای بود که در جریان اعتراضات استانبول در سال ۲۰۱۳ توسط یک گلوله اشک آور که توسط یک افسر پلیس شلیک شد، کشته شد. این بمب‌گذاری پنج روز پس از حمله یکی دیگر از اعضای DHKP / C به پلیس در محل نگهبانی در خارج از کاخ دلمه‌باغچه عثمانی انجام شد و دو نارنجک را منفجر کرد. این ساختمان دفاتر نخست‌وزیر ترکیه در استانبول را در خود جای داده‌است.
این گروه همچنین ادعا کرد که بمب‌گذار انتحاری الیف سلطان کالسن بوده‌است. خانواده کالسن پس از فراخوانی به یک مرکز پزشکی جنایی برای شناسایی جسد، ادعاها را تکذیب کردند و اظهار داشتند که این دختر آنها نبوده‌است.
در ۸ ژانویه ۲۰۱۵، عامل این حادثه دیانا رامازووا، یک شهروند چچنی-روسی از داغستان شناخته شد. او در سال ۲۰۱۴ با ابوعلوئیتس ادلبیجف، شهروند نروژی، از نژاد چچنی ازدواج کرده بود. آنها از ماه مه تا ژوئیه ۲۰۱۴، سه ماه در استانبول بودند و قبل از ورود به ترکیه در سوریه ادلبیجف برای داعش جنگید و در ماه دسامبر کشته شد. رامازووا، که در آن زمان باردار بود، اندکی پس از مرگش به‌طور نامنظم وارد ترکیه شد.